# Elecciones estatales de Chihuahua de 1980
Las elecciones estatales de Chihuahua de 1980 se llevaron a cabo el domingo 6 de julio de 1980, y en ellas se renovaron los siguientes cargos de elección popular en el estado mexicano de Chihuahua:
- Gobernador de Chihuahua. Titular del Poder Ejecutivo del estado, electo para un periodo de seis años no reelegibles en ningún caso, el candidato electo fue Óscar Ornelas Kuchle.
- 16 diputados del Congreso del Estado. 14 electos por mayoría relativa en cada uno de los Distritos Electorales y 2 electos por el principio de representación proporcional mediante un sistema de lista.
- 67 ayuntamientos. Compuestos por un presidente municipal y regidores, electos para un periodo de tres años no reelegibles para el periodo inmediato.

## Resultados electorales

### Gobernador
|  | 14.40 % |

|  | 70.49 % |

|  | 2.09 % |

|  | 0.77 % |

|  | 2.19 % |

|  | 1.71 % |

|  | 0.10 % |

|  | 91.75 % |

|  | 8.25 % |

|  | 40.34 % |

|  | 59.66 % |

### Ayuntamientos

Distribución de los ayuntamientos de Chihuahua por partido político:
Partido Revolucionario Institucional
Partido Auténtico de la Revolución Mexicana
Partido Popular Socialista

|  | 15.32 % |

|  | 76.65 % |

|  | 2.14 % |

|  | 1.64 % |

|  | 0.74 % |

|  | 1.95 % |

|  | 1.19 % |

|  | 0.00 % |

|  | 99.63 % |

|  | 0.37 % |

|  | 36.23 % |

#### Ayuntamiento de Chihuahua
|  | 25.91 % |

|  | 62.77 % |

|  | 3.58 % |

|  | 0.59 % |

|  | 0.93 % |

|  | 4.50 % |

|  | 1.72 % |

|  | 0.00 % |

|  | 100.00 % |

|  | 0.00 % |

|  | 18.63 % |

|  | 81.37 % |

#### Ayuntamiento de Juárez
|  | 22.58 % |

|  | 70.15 % |

|  | 2.33 % |

|  | 0.00 % |

|  | 1.36 % |

|  | 2.71 % |

|  | 0.87 % |

|  | 0.00 % |

|  | 100.00 % |

|  | 0.00 % |

|  | 42.90 % |

|  | 57.10 % |

#### Ayuntamiento de Delicias
|  | 8.53 % |

|  | 34.08 % |

|  | 0.00 % |

|  | 38.96 % |

|  | 0.00 % |

|  | 2.19 % |

|  | 0.43 % |

|  | 0.00 % |

|  | 92.09 % |

|  | 7.91 % |

|  | 37.42 % |

|  | 62.58 % |

#### Ayuntamiento de Gómez Farías
- David Ramírez Coronado   Hecho

### Congreso del Estado de Chihuahua

Distribución de los distritos de Chihuahua por partido político:
Partido Revolucionario Institucional

|  | 16.45 % |

|  | 75.56 % |

|  | 2.51 % |

|  | 0.11 % |

|  | 0.94 % |

|  | 2.65 % |

|  | 1.78 % |

|  | 0.00 % |

|  | 100 % |